# 퀴라소의 문장

퀴라소의 문장

퀴라소의 문장은 네덜란드 왕실과의 관계를 표현하는 왕관으로 구성되어 있다. 왼쪽에는 무역을 나타내는 범선이 표시되어 있다. 중간에는 암스테르담의 국장이 표시되어 거래 채권을 나타낸다. 오른쪽에는 감귤 나무가 서 있다.

## 같이 보기
- 아루바의 문장
- 보네르섬의 문장